# 黃宏軒
黃宏軒（1997年8月14日—），男演員、歌手。曾演出《飛魚高校生》、《歸還世界給你》、院線電影《陰陽師2-瀧夜曲》、《關於未知的我們》、院線電影《我想和你在一起》等作品。

## 經歷
在2016年6月，黃宏軒和演員王傳一等人，宣布台灣電視劇《飛魚高校生》於7月正式播映。在拍戲前，黃宏軒為了此戲勤練健身增加體重，並請健身教練加緊練習，將身材練壯。由於劇情場景多數於戶外，因此黃宏軒在台灣白沙灣海水浴場外景拍戲時，導致雙腿曬傷，在海底被水母咬到胸部紅腫。
2017年，黃宏軒成為H&M的「STADIUM TOUR」系列平面模特兒。並出席在香港舉辦的Paul & Shark新品發表會。
2018年黃宏軒與華研解約後，加入耀客传媒，並參加中國大陸網路節目《青春有你》。
2019年黃宏軒參與蔣家駿導演電視劇《歸還世界給你》在江蘇衛視和三大網路平台播放。
2020年黃宏軒參與郭敬明導演指導的電影版《陰陽師》飾演侍神鬼童丸。
2022年黃宏軒參加《全明星運動會》第四季，成為藍隊男狀元，更在EP23中拿下MVP。
2023年與邱宇辰共同主演的臺灣耽改劇《關於未知的我們》，劇集於2024年2月24日在多個網路平臺首播。。

## 爭議

### 被指開小帳辱罵邱宇辰及劇集製作人
2025年1月，有人發現在社群平台threads「封鎖某個人的帳號，就會在IG連帶封鎖對方的所有小帳(即顯示使用同一手機登錄過的所有帳號)」。26日，網民指在threads封鎖黃宏軒後，在IG的封鎖名單會出現5個帳號，其中一個帳號從2024年5月開始不斷辱罵邱宇辰，亦曾經留言攻擊《關於未知的我們》製作人潘心慧，事件在微博和threads引起廣泛討論。27日，在邱宇辰哥哥邱勝翊在threads其中一篇相關文章留言:「真假 不可能這麽壞心吧」；而潘心慧亦在threads發文稱:「有病真的要看醫生，不要一直創小帳，好瘋」。有網民向潘提及黃宏軒疑似開小帳攻擊製作人一事，潘回覆指:「我現在看到這個，認真的傻眼」。2月5日，邱宇辰在全平台取消關注黃宏軒。
7月10日，黃宏軒在微博粉絲直播中否認曾開小帳罵人。但有網民指黃宏軒過去曾在訪談中坦承會開小帳跟網友對罵。同月14日，邱宇辰被媒體問及小帳事件時表示 :「有看到，祝福他。也不太好說什麼，謝謝各自曾經為一部戲努力。」並指兩人從1月開始已經沒有聯絡。

### 被指自導自演「轉帳一百萬孝親費」
1月中，吳怡玲(wuyiling238)在threads發文指自己在銀行工作，看到「臨櫃來了一個小帥哥轉帳一百萬孝親費給自己媽媽，仔細一看是女兒的偶像黃宏軒」。而26日爆出「開小帳事件」後，網民發現黃宏軒其中一個小帳名稱就是「吳怡玲(wuyiling238)」。因此被懷疑「轉帳一百萬孝親費」一事是由黃宏軒自導自演。

## 演出經歷

### 電視劇/網路劇
| 年份   | 頻道                  | 片名             | 角色   |
| 2016年 | 三立都會台 東森綜合台 | 飛魚高校生       | 阮安卓 |
| 2017年 | 愛奇藝 中視主頻       | 櫻桃小丸子       | 杉山聰 |
| 2017年 | 中視主頻 東森戲劇台   | 稍息立正我愛你   | Teddy  |
| 2017年 | 愛奇藝 騰訊視頻       | 瑪麗蘇遇上傑克蘇 | 唐唐   |
| 2019年 | 江蘇衛視              | 歸還世界給你     | 畢東   |
| 2023年 | Vidol                 | 保留席位         | 賴仔   |
| 2024年 | 優酷國際版 Rakuten TV | 關於未知的我們   | 魏之遠 |

### 電影
| 年份   | 片名           | 角色   |
| 2024年 | 我想和你在一起 | 雷宇光 |

### 電視節目
- 2022/2023年 娛樂百分百
- 2022年 全明星運動會第四季

### 音樂錄影帶
- 2022年 郭靜《你怎麼還不睡呢》
- 2023年 林茉曦《我的類型》

### 電視劇/網路劇歌曲
- 2024年 關於未知的我們 《我想你的時候》、《你有多傻》（邱宇辰合唱）

## 外部連結
- 黃宏軒的Facebook專頁
- 黃宏軒的Instagram帳戶
- 黃宏軒的新浪微博